# 박위
박위(朴葳, ?년 ~ 1398년)는 고려 말 조선 초의 무신.
고려말 신흥무인 중 1인. 1388년 위화도 회군에 참여하고 1389년 대마도 정벌을 했다. 밀성박씨정국군파의 시조이다.

## 생애
우달치로 등용되어 우왕 때 김해 부사가 되었고 1387년(우왕 13) 왜구의 침입을 막기위해 동래성을 축성하였다. 요동 정벌 때 경상도상원수(慶尙道上元帥)로 이성계를 따라 위화도에서 회군하여 최영을 몰아냈다.
1389년 경상도 도순문사(都巡問使)가 되어 전함 100척을 인솔하고 대마도를 쳐서 왜선 300척을 불태워 크게 이기고 돌아왔다. 그 후 판자혜부사가 되어 이성계와 함께 창왕을 폐하고 공양왕을 추대한 공으로 지문하부사(知門下府事)가 되고 충의백(忠義伯)에 봉해졌으며, 공신이 되었다.
1390년(공양왕 2) 김종연(金宗衍)의 옥사에 연루되어 풍주(豊州)에 유배되었으나 곧 사면되어 회군공신 정국군(回軍功臣 靖國君)이 되고, 조선 초에 참찬문하부사(參贊門下府事)를 거쳐 양광도절도사(楊廣道節度使)가 되어 왜구를 물리쳤다. 이때 밀성(密城:지금의 밀양)의 소경 이흥무(李興茂)의 옥사에 연루되어 구금되었다. 대간(臺諫)과 형조에서 대역죄로 논의되었으나 태조의 호의로 석방, 서북면도순문사(西北面都巡問使)로 나갔다가, 사헌부의 거듭되는 탄핵으로 파직되었다.
1398년 이방원의 제1차 왕자의 난 당시 참찬문하부사 겸 의흥친군위 도진무(參贊門下府事 兼 義興親軍衛都鎭撫)로 숙직 중 쿠데타군의 군세를 살피러 갔다가 살해당했다.

## 가족관계
- 7대조 박을재(朴乙材):삼사좌윤, 밀직부사, 밀성박씨 삼사좌윤공파 시조
  - 조부 박천명(朴天命): 전법판서
    - 아버지 박광후(朴光厚): 보문각대제학 증 정승
      - 동생 박천(朴蕆): 대광보국숭룩대부 영의정, 구산박씨 시조
        - 아들 박기(朴耆): 자헌대부 이조참판, 오위도총관, 낙향 후 고향 밀양에서 변계랑과 함께 후학양성을 함, 신남서원에 아버지 박위와 함께 배향됐다.
          - 손자 박대생(朴大生): 가선대부 황해도병마절도사
          - 손자 박현생(朴賢生): 좌리공신
          - 손자 박효생(朴孝生): 집현전학사, 단종폐위와 사육신의 죽음을 슬퍼하며 세조의 부름에 따르지 않았다. 사육신을 기리는 시를 써 단종 충의록에 전해진다.

## 신남서원 경보당
고려 말기 대마도정벌과, 이성계를 도와 위화도회군에 공을 세운 정국군 박위와 조선 초기 문신인 박기(朴耆) 부자를 기리는 서원이다. 경상남도 문화재자료 제256호로 지정되었다.

## 박위가 등장하는 작품

### 드라마
- 《용의 눈물》(KBS 1TV, 1996년 ~ 1998년, 박건식)
- 《정도전》(KBS 1TV, 2014년 ~ 2014년, 최은석)
- 《태종 이방원》(KBS 1TV, 2021년 ~ 2022년, 이우석)

## 같이 보기
- 장보고급 잠수함 - 4번 함이 "박위함"이다.